# Munida albiapicula
Munida albiapicula is een tienpotigensoort uit de familie van de Munididae. De wetenschappelijke naam van de soort is voor het eerst geldig gepubliceerd in 1987 door Baba & Yu.